# Megachile rufiventris
Megachile rufiventris is een vliesvleugelig insect uit de familie Megachilidae. De wetenschappelijke naam van de soort is voor het eerst geldig gepubliceerd in 1834 door Guérin-Méneville.